# Tote Zone

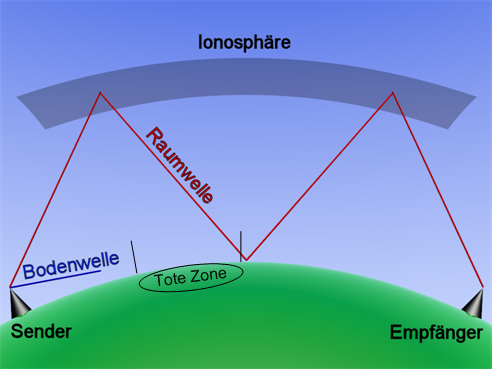
Darstellung der Toten Zone eines Funksenders. Rote Linie: Feldstärkemaximum

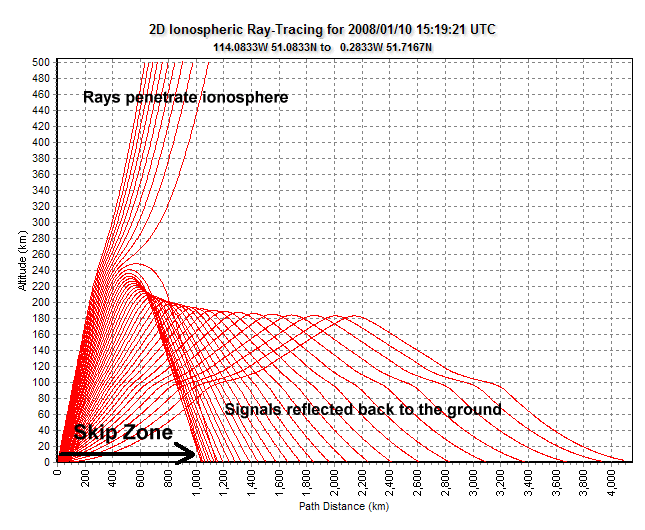
Darstellung der Mehrwegeausbreitung der Raumwellen und der Bereich der Toten Zone

Als Tote Zone wird im Sprachgebrauch des Kurzwellenfunks der Bereich bezeichnet, in dem die Bodenwelle nicht mehr die an der Ionosphäre reflektierte Raumwelle erreicht. Von oben betrachtet stellt die Tote Zone einen Kreisring rund um den im Zentrum befindlichen Kurzwellensender dar.
Die Größe der Toten Zone wird von der Reichweite der Bodenwelle und der Sprungdistanz der Raumwelle bestimmt, die beide frequenzabhängig sind. Während die Reichweite der Bodenwelle in einer Größenordnung von 100 km liegt, überspringt die Raumwelle mehrere 1000 km und dominiert somit die Ausdehnung der Toten Zone.
Je höher die Frequenz eines Signals ist, desto größer ist die Tote Zone. Zum einen verringert sich die Reichweite der Bodenwelle, da die Beugung der Bodenwelle an der gekrümmten Erde abnimmt und die Absorption der Erde mit steigender Frequenz zunimmt. Zum anderen dringen höhere Frequenzen in höhere Schichten der Ionosphäre ein und können nur noch bei einem flachen Eintrittswinkel zurück auf die Erde gebrochen werden, was die Sprungdistanz vergrößert.
Die Tote Zone auf dem 10-Meter-Band (≈ 28 MHz) des Amateurfunkdiensts kann z. B. von ca. 100 km (Bodenwelle) bis größer 2000 km (Raumwelle) bei normaler Ausbreitung über die F-Schicht der Ionosphäre reichen.